# Ehemalige Traktorenfabrik Hürlimann

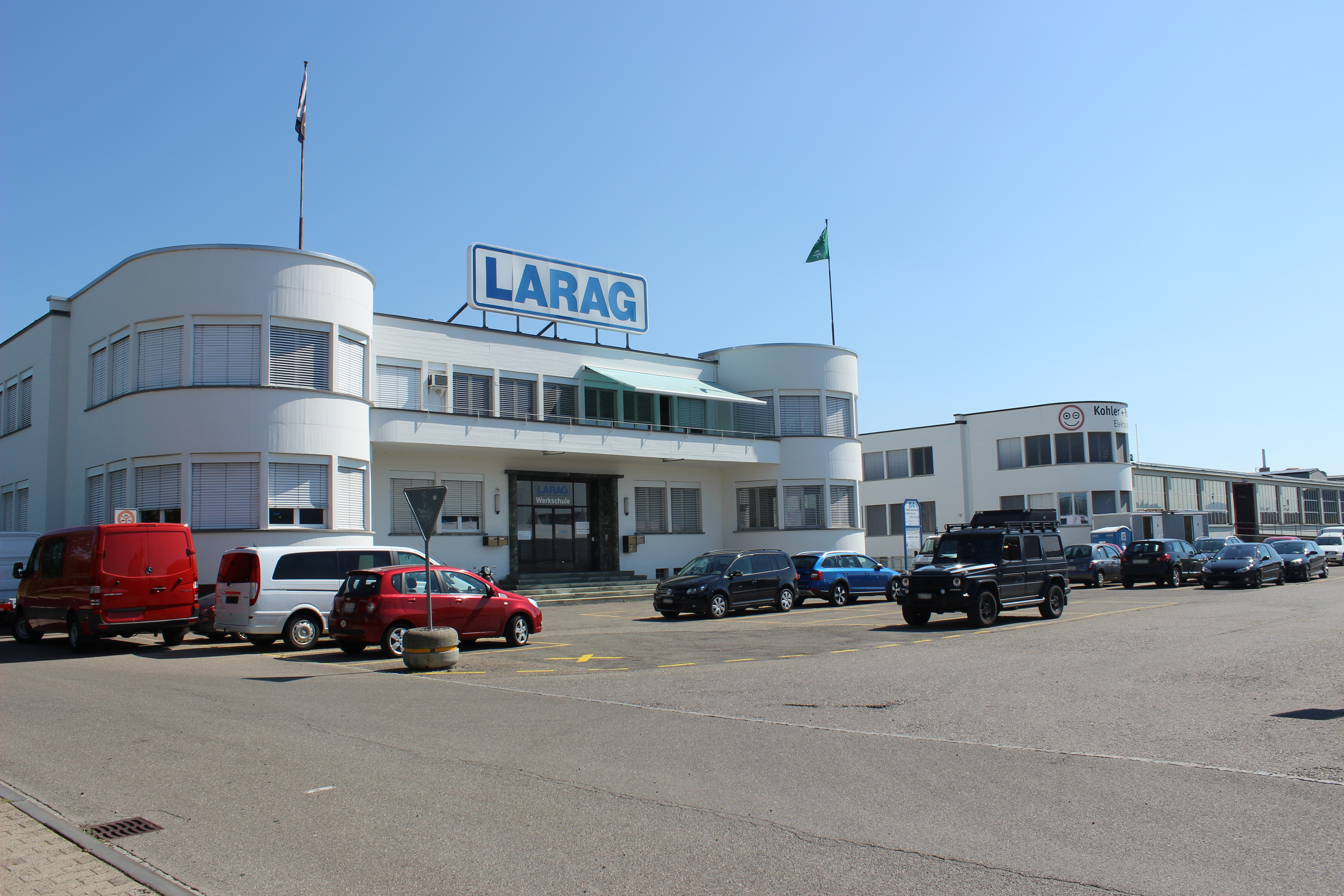
Die ehemalige Traktorenfabrik Hürlimann von Südosten her gesehen

Das Gebäude der ehemaligen Traktorenfabrik Hürlimann in Wil SG in der Schweiz wurde zwischen 1937 und 1939 im Stil des Neuen Bauens erbaut. Es wird als Kulturgut von regionaler Bedeutung (B-Objekt) eingestuft.

## Geschichte
Die Firma Hürlimann wurde 1929 gegründet. Bereits nach fünf Jahren hatte sie gemäss Eigenangaben über 1000 Traktoren verkauft. Da das Geschäft derart gut lief, wurde zwischen 1937 und 1939 ein grosses Fabrik- und Bürogebäude errichtet. Dieses wurde von den Wiler Architekten Paul Truniger und Fritz Vogt geplant.
Nach dem Zweiten Weltkrieg wurde die Fabrik zwischen 1946 und 1949 nochmals stark ausgebaut. 1960 wurden weitere «qualitätsvolle» Ergänzungsarbeiten auf dem Areal vorgenommen. Die Traktorenproduktion in Wil wurde 1983 eingestellt, und die Nutzfahrzeugfirma LARAG übernahm das Areal samt Gebäude.

## Beschreibung

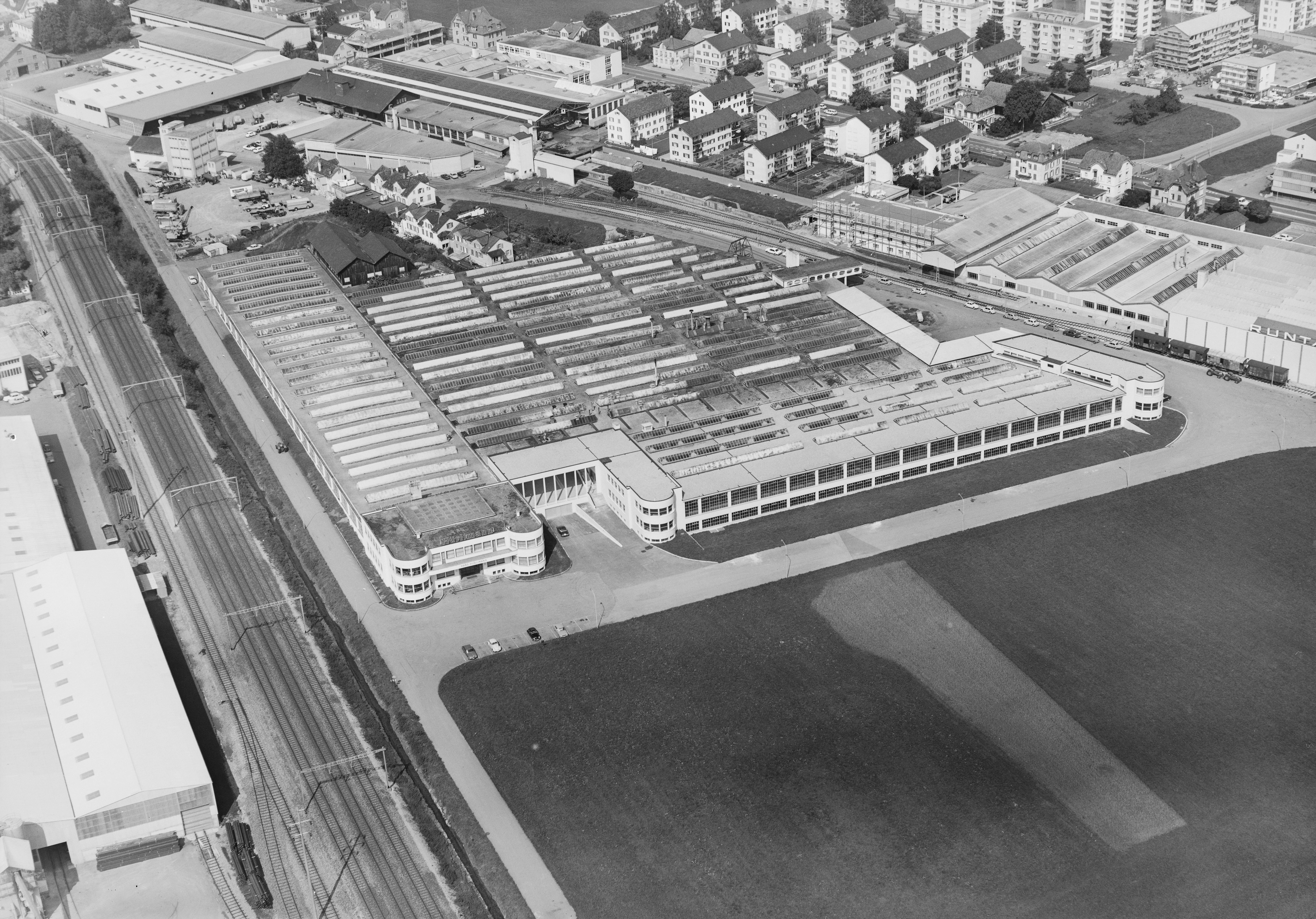
Die Fabrik im Jahr 1970 aus der Luftperspektive

Das Gebäude umfasst eine 150 Meter lange und 30 Meter breite Fabrikationshalle sowie einen Kopfbau für die Verwaltung und zwei Wohnungen für Direktor und Chefkonstrukteur. Die Halle ist als Betonskelettbau errichtet worden.

## Rezeption
Im Bundesinventar der schützenswerten Ortsbilder der Schweiz von nationaler Bedeutung (ISOS) für den Kanton St. Gallen schreiben die Autoren:

«In architektonischer Hinsicht besonders überzeugend ist die 1929 gegründete Traktorenfabrik Hürlimann – ein Beispiel des schweizerischen Neuen Bauens von Rang.»

Die Autoren des städtischen Inventars Baudenkmäler halten in ihrem Bericht fest:

«Der Bau ist ein sehr wichtiger architekturgeschichtlicher Zeuge des modernen Fabrikbaus mit Elementen des Neuen Bauens. Er ist in dieser kompromisslosen Art und Weise des Neuen Bauens in Wil einzigartig und in der Schweiz sehr selten.»

Im Kunstführer durch die Schweiz (2004) heisst es im kurzen Beschrieb zum Gebäude:

«Hervorragender Fabrikbau des Neuen Bauens.»